# David Aguilar Cornejo
David Aguilar Cornejo (Callao, Perú, 29 de enero de 1902 - Lima, 11 de julio de 1982) fue abogado criminalista y político peruano. Ministro de Relaciones Exteriores entre los años 1954 y 1955, durante el gobierno constitucional del general Manuel A. Odría. Fue uno de los fundadores de la Unión Nacional Odriista, así como senador (1963-1968). Presidió el Senado en las legislaturas de 1965-1966 y 1967-1968.

## Biografía
Sus padres fueron David Aguilar y Juana Cornejo. Cursó sus estudios primarios en el Colegio Nacional San Luis Gonzaga de Ica, y luego los secundarios en el Colegio Nacional Nuestra Señora de Guadalupe de Lima. Ingresó en la Universidad Nacional Mayor de San Marcos, donde se graduó de bachiller en Derecho en 1929. Finalmente se recibió como abogado, ejerciendo su profesión especialmente como penalista.
En el campo de la política, apoyó sucesivamente las candidaturas presidenciales de José María de la Jara y Ureta (1931), José Quesada (1939) y Eloy G. Ureta (1945), todas ellas fracasadas. En 1950 fue secretario de política en la campaña electoral del general Manuel A. Odría, que triunfó sin contar prácticamente de rivales.
Durante el régimen odriísta fue asesor legal del Consejo de Ministros (1951-1955) y ministro de Relaciones Exteriores, cargo este que desempeñó del 11 de agosto de 1954 a 2 de diciembre de 1955. Por ausencia fue reemplazado interinamente en varias ocasiones por Alberto Freundt Rosell.
Durante su época como canciller de la República, retuvo a la flota pesquera de Aristóteles Onassis por pescar ballenas sin permiso oficial. Sus naves fueron detenidas en el puerto del Callao hasta pagar la multa correspondiente.
Posteriormente integró el consejo directivo de la Unión Nacional Odriista o partido de Odría (1961). Fue elegido senador por Lima en 1963. Llegó a ejercer la presidencia de su cámara en dos legislaturas: 1965-66 y 1967-68, de acuerdo a lo convenido con sus aliados del partido aprista, en el sentido de alternarse las directivas del Parlamento. Su período parlamentario, que debía culminar en 1969, se frustró por el golpe de Estado de 1968.